# Île Arakamtchetchen
L'île Arakamtchetchen (en russe : Аракамчечен ; en aléoute : Kigini)  est une île russe de la mer de Béring.
L'île est longue de 32 km, large de 21 km et présente un relief montagneux. 
Elle est de nos jours un site touristique pour l'observation de la faune sauvage et constitue une rookerie pour le morse.

## Géographie et climat

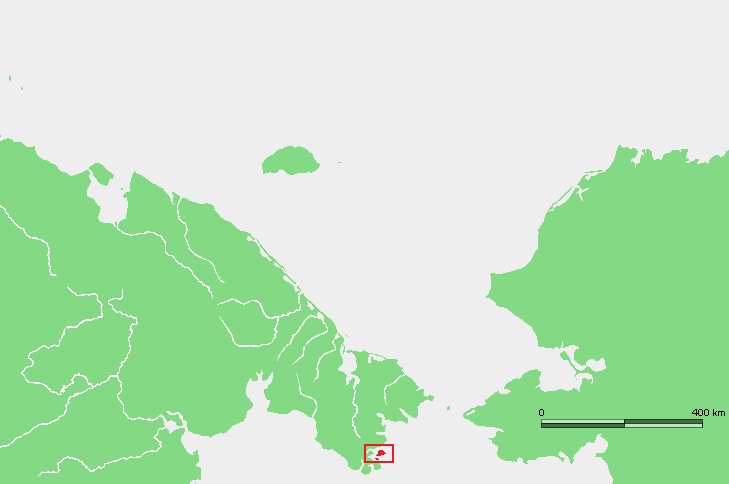
Situation de l'île de Yttygran dans le détroit de Béring.

L'île Arakamtchetchen se situe au sud est de la  péninsule tchouktche, à l'extrême est de la Sibérie. Au sud de l'île se trouve l'île Yttygran, dont elle est séparée par le Détroit Yiergyn. L'île Arakamtchetchen est séparée de la péninsule à l'ouest par le détroit Seniavine.
La mer de Béring ainsi que la partie sud du détroit de Béring se trouvent à l'est de l'île Arakamtchetchen.